# Gymnothorax ocellatus
 Gymnothorax ocellatus és una espècie de peix de la família dels murènids i de l'ordre dels anguil·liformes.

## Morfologia
Els mascles poden assolir els 90 cm de longitud total.

## Distribució geogràfica
Es troba a les Grans Antilles, incloent-hi la costa de Centreamèrica des de Nicaragua fins al nord de Sud-amèrica.